# 셰틀랜드판

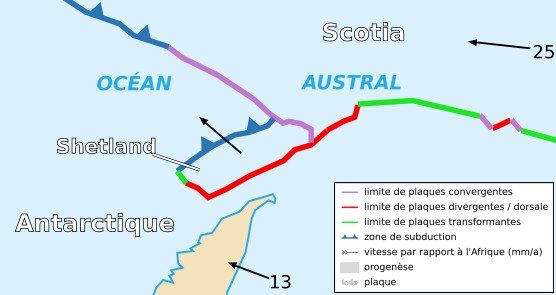
셰틀랜드 판("Shetland",프랑스어)

셰틀랜드 판은 남아메리카와 남극 반도사이의 드레이크 해협에 위치한 판이다.
북쪽에서 스코샤 판과 접하고 있는 것 외에는 남극 판에 둘러싸여 있으며, 이 중 서쪽은 섭입대로 사우스셰틀랜드 제도가 만들어진 원인이다.

## 참고
Bird, P. (2003) An updated digital model of plate boundaries, Geochemistry Geophysics Geosystems, 4(3), 1027, doi:10.1029/2001GC000252. 